# Summit (суперкомпьютер)
Summit (OLCF-4) — суперкомпьютер Ок-Риджской национальной лаборатории вычислительной мощностью 122,3 ПФлопс, продемонстрированной на тесте HPL; являлся самым высокопроизводительным компьютером в период с июня 2018 года по июнь 2020 года в открытом рейтинге суперкомпьютеров Top500.
Контракт на 325 млн $ Министерства энергетики США на построение суперкомпьютера в 2014 году получили IBM (серверные узлы), Mellanox (межсоединение) и Nvidia (графические ускорители). Система введена в эксплуатацию в июне 2018 года, заменив суперкомпьютер Titan (OLCF-3).

## Структура
Комплекс занимает площадь около 520 м² и состоит из 4608 серверных узлов IBM Power Systems AC922, в общей сложности суперкомпьютер оснащён 9216 22-ядерными процессорами IBM POWER9 и 27 648 графическими процессорами NVIDIA Tesla V100. Каждый узел содержит более 500 ГБ когерентной памяти (High Bandwidth Memory и DDR4 SDRAM), которая адресуется всеми CPU и GPU, плюс 800 ГБ энергонезависимой памяти, которая может использоваться как пакетный буфер или дополнительная память. Процессоры и видеокарты подключаются с использованием шины NVLink, что позволяет использовать гетерогенную вычислительную модель.
В подсистеме охлаждения циркулирует 15 150 литров очищенной воды; потребляемая мощность системы в целом — 15 МВт (что сравнивается с электропотреблением 8100 среднестатистических жилых домов на одно семейство в США).

### Комментарии
1. ↑  Отраслевые издания HPCWire и NextPlatform сообщают, что суперкомпьютеры коммерческого и секретного предназначения могут отсутствовать в рейтинге top500, а также приводят пример научной системы, прекратившей участие в рейтинге (участие в рейтинге top500 является добровольным)[10][11].

### Сноски
1. ↑  ORNL Launches Summit Supercomputer. Архивировано 8 августа 2019. Дата обращения: 11 июня 2018.
2. ↑  June 2018 | TOP500 Supercomputer Sites (англ.). TOP500. Дата обращения: 8 августа 2018. Архивировано 25 июня 2018 года.
3. ↑  В США разработали самый мощный в мире суперкомпьютер. Дата обращения: 11 июня 2018. Архивировано 17 июня 2018 года.
4. ↑  В США создан самый быстрый суперкомпьютер в мире. Дата обращения: 14 июня 2018. Архивировано 15 июня 2018 года.
5. ↑  США вернули себе первенство в Top500. Дата обращения: 2 июля 2018. Архивировано 5 февраля 2020 года.
6. ↑  Summit — IBM Power System AC922, IBM POWER9 22C 3.07GHz, NVIDIA Volta GV100, Dual-rail Mellanox EDR Infiniband | TOP500 Supercomputer Sites. Дата обращения: 2 июля 2018. Архивировано 2 января 2020 года.
7. ↑  US Regains TOP500 Crown with Summit Supercomputer, Sierra Grabs Number Three Spot | TOP500 Supercomputer Sites. Дата обращения: 2 июля 2018. Архивировано 25 марта 2021 года.
8. ↑  June 2019 | TOP500 Supercomputer Sites. top500.org. Дата обращения: 10 декабря 2019. Архивировано 4 октября 2019 года.
9. ↑  November 2019 | TOP500 Supercomputer Sites. top500.org. Дата обращения: 10 декабря 2019. Архивировано из оригинала 19 ноября 2019 года.
10. ↑  Blue Waters Opts Out of TOP500 (англ.). HPCwire (16 ноября 2012). Дата обращения: 13 декабря 2019. Архивировано 13 декабря 2019 года.
11. ↑  Morgan, Timothy Prickett. Top 500 Supercomputer Rankings Losing Accuracy Despite High Precision (англ.). The Next Platform (13 ноября 2017). Дата обращения: 13 декабря 2019. Архивировано 13 декабря 2019 года.
12. ↑  With the Summit Supercomputer, U.S. Could Retake Computing’s Top Spot. Дата обращения: 18 января 2018. Архивировано 19 января 2018 года.
13. ↑  ORNL Launches Summit Supercomputer | ORNL (англ.). www.ornl.gov. Дата обращения: 11 июня 2018. Архивировано 8 августа 2019 года.
14. ↑  Summit (англ.). Oak Ridge Leadership Computing Facility. Дата обращения: 16 декабря 2018. Архивировано 21 ноября 2018 года.
15. ↑  «The US again has the world’s most powerful supercomputer» Архивная копия от 8 июня 2018 на Wayback Machine Engadget, June 8, 2018
16. ↑  Frontier. Дата обращения: 11 декабря 2019. Архивировано 8 мая 2019 года.